# УМТАС
УМТАС е противотанкова ракета, която се разработва от турския производител на реактивна техника Roketsan.
УМТАС с 8 км радиус на действие се разработва в рамките на проекта ATAK от 2005 г. с цел да удовлетвори нуждите от противотанкови ракети за нападателните хеликоптери, предназначени за сухопътните сили на Турските въоръжени сили.